# 1978 no teatro

## Nascimentos
| Data          | Nome              | Profissão                          | Nacionalidade  | Observações | Ref |
| ------------- | ----------------- | ---------------------------------- | -------------- | ----------- | --- |
| 16 de maio    | Thierry Figueira  | ator de teatro, cinema e televisão | Brasil         |             |     |
| 21 de maio    | Lisette Morelos   | atriz                              | México         |             |     |
| 4 de agosto   | João Paulo Cuenca | dramaturgo                         | Brasil         |             |     |
| 30 de outubro | Natália Lage      | atriz                              | Brasil         |             |     |
| 30 de outubro | Matthew Morrison  | ator e cantor                      | Estados Unidos |             |     |

## Mortes
| Data | Nome                   | Profissão | Nacionalidade | Observações | Ref |
| ---- | ---------------------- | --------- | ------------- | ----------- | --- |
| ?    | Flaminio Bollini Cerri | encenador | Itália        | n. 1924     |     |